# Copadichromis trimaculatus
Copadichromis trimaculatus (noto anche fra gli acquariofili come Verduya's hap) è una specie di pesci della famiglia dei Ciclidi. La si può trovare in Malawi, Mozambico, e Tanzania. È endemica del Lago Malawi.